# Divorcio
Divorcio è un album in studio del cantante spagnolo Julio Iglesias, pubblicato nel 2003.

## Tracce
1. Divorcio – 4:00 (Julio Iglesias, Rene Toledo)
2. Corazon de Papel – 3:57 (Rafael Ferro, Julio Iglesias, Roberto Livi)
3. Criollo Soy – 3:56 (Julio Iglesias, Rene Toledo)
4. Que Ganaste – 3:01 (Rafael Ferro, Roberto Livi)
5. Como Han Pasado los Anos – 3:32 (Rafael Ferro, Roberto Livi)
6. La Carretera II – 4:39 (Roberto Livi, Rudy Pérez, Julio Iglesias)
7. La Ciudad de Madrugada – 5:08 (Roberto Livi, Rudy Pérez, Julio Iglesias)
8. El Bacalao – 4:31 (Julio Iglesias, Rene Toledo)
9. Echame a Mi la Culpa – 3:51 (Jose Espinoza)
10. Esa Mujer – 3:04 (Julio Iglesias, Roberto Livi, Rudy Pérez)
11. Crazy in Love – 3:30 (Randy McCormick, Even Stevens)
12. Extranos Nada Mas (A Man Could Get Killed) – 2:41 (Bert Kaempfert)